# I Can Help
I Can Help (engl. für Ich kann helfen) ist ein von Billy Swan verfasstes Lied aus dem Jahr 1974. Das Lied erschien im selben Jahr sowohl auf Single als auch auf dem gleichnamigen Album. Es war Ende November / Anfang Dezember 1974 zwei Wochen lang Nummer-eins-Hit in den USA und erklomm 1975 auch in mehreren europäischen Ländern, wie in Deutschland, Österreich und der Schweiz, den ersten Platz.

## Weitere Aufnahmen
Bald darauf nahm auch Elvis Presley das Lied auf, das Bestandteil des im Mai 1975 publizierten Albums Today war. Billy Swan, der als junger Mann eine Zeitlang bei einem Onkel von Elvis Presley gelebt hatte, war äußerst gerührt angesichts der Tatsache, dass Presley sein Lied für sein nächstes Album auserkoren hatte. Später nahm Swan seinerseits eine Reihe von Elvis-Liedern auf, die auf seinem 1999 publizierten Album Like Elvis Used To Do erschienen. Es beinhaltet 19 Elvis-Lieder, 2 Medleys aus weiteren Elvis-Liedern sowie 2 Aufnahmen mit indirektem Bezug zu Presley: I Used To Be James Dean (einer von Presleys Idolen) und Memphis Rocks (nach Presleys Wohnort).
Später wurde das Lied unter anderem noch von Tom Jones, Jerry Lee Lewis, Shakin’ Stevens, Ringo Starr und Tom Waits gecovert.

## Inhalt
Das Lied erzählt die Geschichte eines Mannes, der in eine alleinerziehende Mutter verliebt ist (“If your child needs a daddy, I can help. It would sure do me good to do you good, let me help”; dt. „Wenn dein Kind einen Vater braucht, kann ich helfen. Es würde sicher mir gut tun dir Gutes zu tun, lass mich helfen“), ihr nahe sein und beistehen möchte (“When I go to sleep at night, you’re always a part of my dream, holding me tight and telling me everything I wanna hear”; dt. „Wenn ich nachts schlafen gehe, bist du immer ein Teil meiner Träume. Du hältst mich fest und erzählst mir alles was ich hören will“).